# Robert Watson-Watt

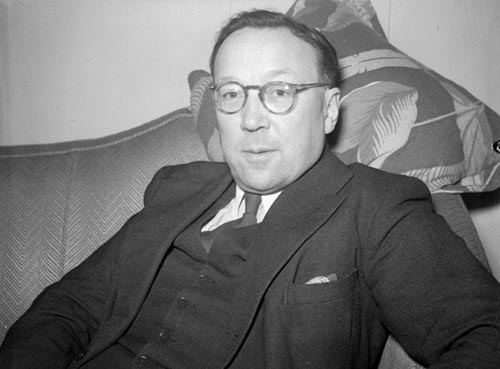
Sir Robert Watson-Watt, um 1944

Sir Robert Alexander Watson-Watt, FRS FRAeS (* 13. April 1892 in Brechin, Aberdeenshire; † 5. Dezember 1973 in Inverness) war ein schottischer Physiker. Er gilt als einer der Erfinder des Radars.

## Leben
Watson-Watt war zunächst Assistent am Institut für Naturphilosophie des University College in Dundee, damals Teil der Universität St Andrews. Ab 1936 war er Direktor im britischen Luftfahrtministerium.
Er arbeitete über die Reflexion von Radiowellen in der Meteorologie. Insbesondere untersuchte er seit 1920 die Auswirkungen atmosphärischer Störungen auf Funkübertragungen.
Im Jahre 1929 fand er heraus, dass Signale des Kurzwellenrundfunks vom Mond reflektiert werden, was er anhand der Laufzeit des Echos nachweisen konnte. Diese Erkenntnis wurde ab Mitte der 1940er Jahre in Form von Erde-Mond-Erde-Funkverbindungen praktisch genutzt.
1919 ließ er sich ein Verfahren zur Ortung von Objekten mittels Radiowellen (Radar) patentieren, das nach Weiterentwicklungen (Entwicklung des Sicht- oder Kurzzeitpeilers; Watson-Watt-Peiler) 1935 erstmals zur Radarortung von Flugzeugen im Meterwellenbereich eingesetzt werden konnte. Am 26. Februar 1935 gelang dem Wissenschaftler der Versuch, den testweise den Ort Daventry anfliegenden Bomber des Typs Handley Page H.P.50 mittels Radar zu entdecken. Sofort danach stellte das britische Air Ministry Gelder zur Verfügung. 1936 wurden die ersten fünf Türme gebaut, um die Themsemündung zu beobachten und London zu schützen. Beim Beginn des Zweiten Weltkriegs waren 21 Türme der Chain Home in Betrieb.
Über Meteorologie hielt er Mitte der 1920er Jahre auch Vorträge im Rundfunk. Robert Watson-Watt prägte 1926 den Begriff „Ionosphäre“.

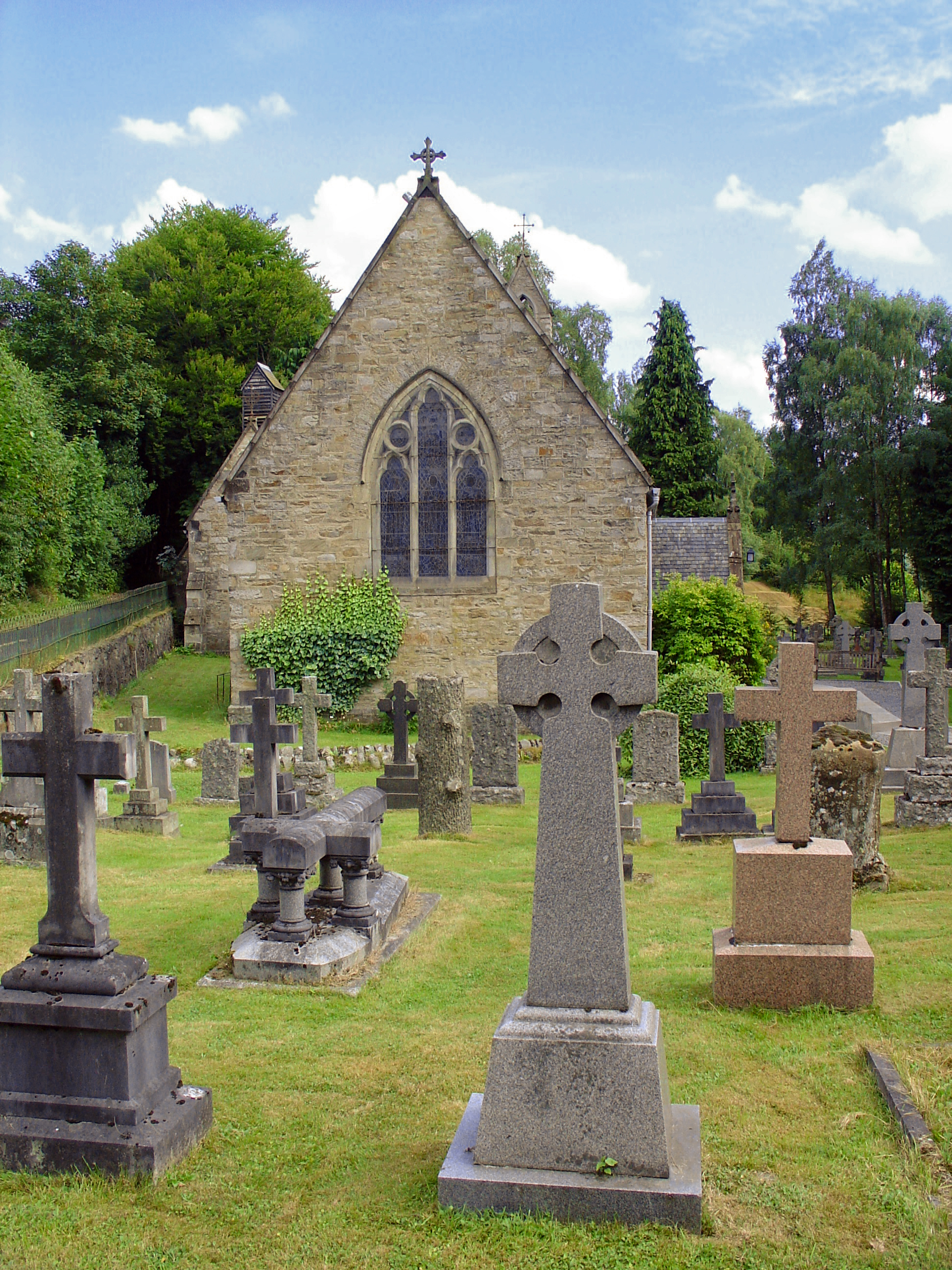
Friedhof der Holy Trinity Church in Pitlochry (2006)

Watson-Watt war maßgeblich an der Entwicklung der britischen Radaranlagen im Zweiten Weltkrieg beteiligt. 1962 wurde er Fellow der American Physical Society. Seit 1941 war er Mitglied (Fellow) der Royal Society. 1942 wurde er als Knight Bachelor geadelt und führte fortan das Prädikat „Sir“.
Im Jahr 1966 heiratete er Dame Katherine Trefusis Forbes (1899–1971), die erste Direktorin der Women’s Auxiliary Air Force (WAAF). Beide lebten bis zu ihrem Tod zusammen im schottischen Pitlochry. Sir Robert wurde 81 Jahre alt und ist zusammen mit seiner Ehefrau, die er um zwei Jahre überlebte, auf dem Holy Trinity Episcopal Churchyard, dem Friedhof der Bischofskirche der Heiligen Dreifaltigkeit in Pitlochry bestattet.

## Zitate
„Es besteht keine Gefahr‚ daß das Elektronenhirn mit dem menschlichen Hirn in Konkurrenz treten kann‚ denn seine Möglichkeiten sind wohl groß‚ aber äußerst beschränkt und entsprechen ungefähr dem Denken eines sechsjährigen Kindes.“

## Werke
- Three Steps to Victory. (1957)
- The Pulse of Radar. Autobiographie (1959)